# Securitisatie
Securitisatie (ook wel geschreven als securitizatie), ook effectisering of vertiteling genaamd, is een financiële techniek waarbij niet- of moeilijk verhandelbare activa worden samengevoegd tot verhandelbare effecten (met een Engelse term securities). Financiële instellingen en bedrijven van alle soorten gebruiken securitisatie om de huidige waarde van toekomstige kasstromen direct te realiseren. Securitisatie heeft een ontwikkeling doorgemaakt sinds de jaren 70 tot een totaal van ongeveer 1,2 biljoen (1.200.000.000.000) euro in Europa en 9,2 biljoen (9.200.000.000.000) euro in de Verenigde Staten begin 2009. Securitisatie valt onder "structured finance".

## Geschiedenis
De securitisaties in de vorm waarin we ze vandaag kennen, zijn ontstaan sinds de jaren 60. De eerste securitisaties waren bundelingen van hypotheken. Deze werden voor het eerst toegestaan door de Amerikaanse overheid, in reactie op een kredietcrisis op de hypotheekmarkt in 1966.

## Motieven voor securitisatie
Een bedrijf kan verschillende redenen hebben om tot securitisatie over te gaan.
- Balansverkorting. Met name banken hebben er belang bij minder activa op hun balans te hebben omdat ze ingevolge de Basel-II regelgeving een eigen vermogensbuffer hiertegenover dienen aan te houden.
- Het verbeteren van de liquiditeitspositie door toekomstige geldstromen nu al te gelde te maken.
- Financiële ruimte creëren voor nieuwe projecten.
- Risico afwentelen op de kapitaalmarkt.

Een voorbeeld van het bovenstaande is een bank die een portfolio hypotheken heeft. Om te vermijden dat de eigen vermogensbuffer die de bank hiervoor moet aanhouden te groot wordt, kan ze deze portfolio securitiseren. De bank verkoopt de hypotheken aan het Special Purpose Vehicle (SPV) in ruil voor het uitstaande bedrag van de leningen. Deze verkoopprijs kan de bank dan gebruiken om nieuwe hypotheken te geven. Vaak zal de bank toch op allerlei manieren betrokken blijven bij de securitisatie en daar ook inkomsten uit halen. Zo zal de bank meestal de gesecuritiseerde vorderingen (nu namens het SPV) blijven innen en het contact met de klant handhaven. Mogelijk zal de bank ook het interestrisico van de leningen afdekken via een renteswap en zal zij recht hebben op het verschil tussen de rente die het SPV ontvangt op de gesecuritiseerde vorderingen, en de rente die het SPV moet betalen aan de investeerders (excess spread genoemd).

## Mechanisme
Zoals eerder vermeld worden de activa samengevoegd en verkocht als verhandelbare effecten. Dit gebeurt als volgt. De bank verkoopt alle activa aan een zogenaamde Special Purpose Vehicle (SPV), een entiteit die slechts voor de transactie wordt gebruikt. Het SPV financiert de aankoopprijs van deze activa door effecten uit te geven, met als onderpand de gekochte activa.
Belangrijk is dat deze SPV onafhankelijk en "bankruptcy remote" is. Een faillissement van de verkoper van de activa mag geen invloed hebben op het SPV.
Bankruptcy remoteness wordt bereikt door middel van een zogenaamde "orphan structuur": de enige aandeelhouder van de SPV is een entiteit die zelf geen aandeelhouders, leden of eigenaars kent, zoals een Nederlandse stichting. Tevens bedingt deze SPV zowel jegens investeerders als crediteuren dat ze niet het faillissement van de SPV mogen aanvragen en dat ze slechts verhaal hebben op de assets van de SPV. Hierdoor krijgt een investeerder meer zekerheid, namelijk dat collega-investeerders niet stiekem het faillissement aanvragen of beslag op activa gaan leggen.
Onafhankelijkheid van de structuur is belangrijk omdat slechts dan de securitisatie aan haar doel beantwoordt. Wanneer de structuur niet als onafhankelijk kan worden gezien bestaat het risico dat de transactie in het faillissement van een van de partijen wordt meegesleept, of door een buitenlandse belastingdienst als onderdeel van een van de transactiepartijen wordt gezien.

## De activa
Voor securitisatie dienen activa in principe aan twee voorwaarden te voldoen. Ze dienen een homogeen karakter te bezitten en tevens een constante stroom inkomsten te genereren (bijvoorbeeld een portfolio hypothecaire vorderingen). Overigens kunnen onregelmatigheden in de inkomstenstroom worden afgevlakt door middel van verscheidene kunstgrepen. 
Van groot belang is de onbetwistbaarheid van de overdracht van de activa, de zogenaamde true sale. Hierdoor wordt voorkomen dat de activa van het SPV in het faillissement van een van de transactiepartijen wordt meegesleept en de curator deze ten nadele van de obligatiehouders te gelde kan maken. Een true sale betekent in principe dat de activa op een juridisch geldige wijze moeten worden overgedragen. Dit kan, afhankelijk van het recht waaronder ze vallen, betekenen dat er naast een geldige titel en wilsovereenstemming, ook verschillende eisen aan de levering kunnen worden gesteld. Men kan hier denken aan een registratieplicht bij een overheid (kadaster) of betrokkenheid van een notaris, mededeling aan of zelfs toestemming van de debiteur bij overdracht van vorderingen of inschrijving in een register.
Een kleine greep uit te securitiseren activa is:
- Hypothecaire vorderingen, zowel op bedrijven als particulieren
- Studieleningen
- Creditcardvorderingen
- Consumentenkrediet
- Autoleningen
- Non-performing loans
- Intellectuele eigendomsrechten
- Obligaties en sukuk
- Deelnemingen in beleggingsfondsen
- Emissierechten
- Aandelen
- Vorderingen op bedrijven
- Verzekeringspolissen, waaronder levensverzekeringen (life settlements)
- Massaclaims (class actions)
- Derivaten en andere afgeleide rechten (bijvoorbeeld een garantie). We spreken in dit geval van een synthetische securitisatie. Hier vindt in principe geen true sale plaats; contractuele binding is voldoende
- Onroerend goed
- Roerende zaken, zoals commodities (waaronder edelmetaal), diamanten, waardevolle wijnen.

Wanneer de activa aan de SPV zijn verkocht en de effecten worden uitgegeven, wordt vaak door de SPV ten behoeve van de effectenhouders een zekerheidsrecht op de activa gevestigd.

## De uit te geven effecten
De uit te geven effecten kunnen aandelen, obligaties of participaties zijn. Dit is mede afhankelijk van de rechtsvorm van de SPV. Toch wordt in veruit de meeste gevallen obligaties uitgegeven. De voornaamste reden is de grotere wettelijke vrijheid die uitgifte van obligaties biedt, waarbij aandelen aan veelal dwingende wetgeving zijn gebonden. Tevens is het voordelig dat obligaties geen stemrecht aan investeerders geven, zodat zowel de controle als de onafhankelijkheid van de transactie intact blijven. Ten slotte is het aantrekkelijk voor investeerders om in obligaties te investeren daar ze hiermee crediteurenbescherming genieten in het geval dat de SPV toch failliet zou gaan. In een aantal gevallen zal men er behoefte aan hebben de effecten een kredietrating toe te kennen.
Effecten kunnen op verschillende manieren extra aantrekkelijk worden gemaakt voor investeerders. Deze mechanismen duidt men aan als "credit enhancement" (kredietversterking). Zo kan de Arranger, Originator of Investment Manager een garantie aanbieden of, als teken dat het menens is, zelf een deel van de obligaties kopen.
Een bijzondere wijze van credit enhancement is tranching: de effecten worden opgesplitst in verschillende tranches of klassen. Elke tranche heeft een bepaalde rangorde: lager gerangschikte tranches zijn achtergesteld aan hoger gerangschikte tranches. Bijvoorbeeld: in een bepaalde transactie worden 90% A-obligaties uit te geven, 7% B-obligaties en 3% C-obligaties. De A-obligaties zullen als eerste in aanmerking komen voor rentebetalingen en aflossingen, daarna de B-obligaties, en pas als laatste de C-obligaties. Uiteraard zullen de A-obligaties de laagste rente bieden, gevolgd door de B-obligaties, waarbij de C-obligatiehouders alles ontvangen wat overblijft en dus een fabelachtig rendement kunnen bieden. Hier staat uiteraard tegenover dat de meest achtergestelde obligaties tevens de eerste klappen opvangen als de transactie minder goed presteert dan verwacht. Op deze manier kunnen de obligaties interessanter worden voor specifieke partijen: de A-obligaties voor de "brave huisvaders" en pensioenfondsen, de B-obligaties voor professionele investeerders, en de C-obligaties voor de hedgefondsen.
Uiteraard is bovenstaande slechts een voorbeeld; partijen kunnen zoveel soorten obligaties maken als ze zelf willen. Omdat de positie van de meest achtergestelde (laagst gerangschikte) obligatiehouder lijkt op die van een aandeelhouders, spreekt men ook wel van een "equity tranche".

## Warehousing
Soms is het niet mogelijk in een keer alle activa over te dragen. Omdat dit meestal wel gewenst is laat men veel securitisatietransacties eerst een warehousing doorlopen. In de warehousingfase verstrekt een bank de SPV een leningsfaciliteit die gebruikt wordt om activa uit te zoeken en te kopen. Zo wordt stap voor stap een kwalitatief goed portfolio opgebouwd. Aan het eind van de warehousing wordt de faciliteit afgelost met de opbrengst van de effecten.

## Betrokken partijen
Bij een securitisatie zijn verschillende partijen betrokken.
- De SPV of de Issuer: Het vehikel dat de activa koopt en de effecten uitgeeft. De SPV is onafhankelijk en bankruptcy remote, en wordt vaak beheerd door een corporate service provider (trustkantoor).
- Arranger: De Arranger zet het financiële raamwerk voor de transactie op en gaat vaak ook actief op zoek naar investeerders.
- Originator: De Originator is de partij die de activa verkoopt aan de SPV.
- De Servicer: De Servicer is de partij die de activa beheert namens de SPV. Vaak doet de Originator dit zelf.
- De Trustee: De Trustee treedt op als vertegenwoordiger van de effectenhouders. Hij houdt zekerheden namens de obligatiehouders en ziet erop toe dat de SPV zich aan de transactiedocumentatie houdt. Indien nodig kan de Trustee de zekerheden ook uitwinnen. Als zodanig is de Trustee de politieman van de transactie.
- Rating Agencies (kredietbeoordelers): Rating Agencies worden soms ingeschakeld om de effecten een rating te geven, zodat ze makkelijker kunnen worden verkocht aan investeerders.
- De Auditor: In veel gevallen (bijvoorbeeld als de effecten aan een effectenbeurs worden genoteerd) moet de SPV een jaarrekening met accountantsverklaring opstellen. Hiervoor dient men een accountant in te schakelen.
- De Legal Counsel: De Legal Counsel is het advocatenkantoor dat de transactiedocumentatie opstelt en partijen adviseert met betrekking tot juridische aspecten van de transactie. Desgewenst geven ze een legal opinion af. Soms werken meerdere advocatenkantoren samen aan een transactie. Vaak zijn verschillende jurisdicties en daarmee ook verschillende advocatenkantoren betrokken.
- Wederpartijen in derivatentransacties: Om bepaalde risico's af te dekken worden vaak derivatentransacties zoals swaps aangegaan.
- De administrator(s): Onder namen als Paying Agent, Collateral Administrator en Payment Administrator worden meestal partijen aangetrokken die zich bezighouden met de administratieve afwikkeling van de transactie, met name de geldstromen.
- De Investment Manager: De Investment Manager speelt met name in ingewikkelder securitisaties als CLO's een belangrijke rol, en heeft tot taak het beheer van de investeringen in het portfolio van de SPV, namens de SPV.

## Event of default
Een 'event of default' is een gebeurtenis die binnen een securitisatietransactie ernstige gevolgen kan hebben. Het is, kort gezegd, een vorm van wanprestatie van de SPV tegenover zijn obligatiehouders. Het is een gebeurtenis die dermate ernstig wordt geacht dat ze een reden kan zijn om de transactie te liquideren. Wat deze gebeurtenis is, hangt af van de voorwaarden vastgelegd in de documentatie, maar voorbeelden zijn:
- In gebreke blijven bij de betaling van couponrente of aflossing gedurende een bepaalde tijd;
- Faillissements- of insolventieprocedures of het door de SPV of derden aanvragen van een dergelijke procedure;
- In gebreke blijven bij het nakomen van informatieverplichtingen;
- De fiscale status van de transactie in gevaar brengen;
- Het voortijdig liquideren van de SPV;
- Eventuele andere ernstige overtredingen van de transactiedocumentatie, zoals bijvoorbeeld het doen van niet-toegestane investeringen.

Meestal voorziet de documentatie bij het plaatsvinden van een dergelijke gebeurtenis in een reparatietermijn, waarin de SPV een laatste kans krijgt alsnog aan zijn verplichtingen te voldoen. Wanneer dit niet mogelijk is, zullen de trustee of de obligatiehouders de waarborgen uitoefenen, de verpande assets van de SPV liquideren, en met de opbrengst de obligaties zo veel mogelijk afbetalen. Ook kan men eventueel besluiten tot een andere oplossing (bijvoorbeeld een transactiepartij vervangen) of tot het afzien van het uitoefenen van de waarborgen. Liquidatie is in veel gevallen immers een situatie waar investeerders niet op zitten te wachten.

## Soorten securitisaties
Binnen de securitisatie zijn verschillende soorten te onderscheiden. Meestal wordt het soort activa als onderscheidscriterium gehanteerd. Ook een combinatie is mogelijk.
- Residential Mortgage Backed Security
- Commercial Mortgage Backed Security
- Programma's
- Collateralized debt obligations, waaronder cash CDO's en synthetische CDO's
- Repackaging
- Senior Life Settlements
- Islamitische securitisaties
- Collateralized Fund Obligations
- Master-Feeder structuren
- Emerging market transacties

## Rechtsstelsel
Vaak zijn verschillende rechtsstelsels bij een securitisatie betrokken:
- Het recht dat de activa beheerst. Als dit Nederlandse autoleningen zijn, vallen deze onder Nederlands recht:
- Het vennootschapsrecht van het SPV. Als dit een Luxemburgse SA is, is Luxemburgs recht van toepassing op de vennootschap en corporate governance. In België wordt meestal een vennootschap voor belegging in schuldvorderingen (VBS) gebruikt;
- Het recht van de uitgegeven effecten en de securitisatiecontracten, zoals de overeenkomst waarbij de activa worden verkocht aan de SPV. In internationale transacties wordt vaak voor Engels of New Yorks recht gekozen, maar dit geldt lang niet altijd en is sterk afhankelijk van de investeerders die men probeert aan te trekken.

## De kredietcrisis
De kredietcrisis van 2007 heeft haar oorsprong in de subprime crisis. Securitisatietransacties die in subprime hypotheken hadden geïnvesteerd konden hun verplichtingen (deels) niet nakomen. Hierdoor hielden financiële instellingen de hand op de knip en dreigde het internationale geldverkeer tot stilstand te komen. Met name voor securitisatietransacties was geen belangstelling meer. Het leidde enerzijds tot een afname van het aantal nieuwe transacties en anderzijds tot een groot aantal Events of Default in bestaande transacties.
In de tweede helft van 2007 is dan ook een groot aantal transacties afgelast, of is de warehousing verlengd. 
Als gevolg van de kredietcrisis is de regelgeving aangescherpt. Zo werd de verkoper van de activa in een securitisatie verplicht om zelf een bepaalde percentage (meestal 5%) van de laagst gerangschikte tranche aan te houden, om te vermijden dat bewust slechte activa zouden worden gesecuritiseerd. Dit noemt men risk retention rules of skin in the game. Bovendien werd in de Europese Unie in 2017 de Securitisatieverordening aangenomen, die bijkomende regels oplegt aan securitisaties en ook een kwaliteitslabel invoert voor Simple, transparent and standardised (STS) securitisaties. Deze STS-securitisaties krijgen een gunstigere risicoweging dan securitisaties die geen STS zijn voor de berekening van de eigen vermogensbuffers van banken en verzekeraars.

## Voorbeelden
Het gebruik van Asset Backed Securities (ABS) neemt de afgelopen 20 jaar explosief toe. In 1997 lanceerde David Bowie zogenaamde Bowie Bonds, waarbij hij het recht op de toekomstige auteursrecht betalingen van een deel van zijn werk verkocht. Hij ontving hiervoor 55 miljoen dollar.